# Mount Brown-Cooper
Mount Brown-Cooper ist ein 1908 m hoher Berg im ostantarktischen Mac-Robertson-Land. Er ragt 1,5 km südwestlich des Mount Forecast aus dem südlichen Ende des Bennett Escarpment in den Prince Charles Mountains auf.
Luftaufnahmen der Australian National Antarctic Research Expeditions aus den Jahren von 1956 bis 1965 dienten seiner Kartierung. Das Antarctic Names Committee of Australia (ANCA) benannte den Berg nach Peter J. Brown-Cooper, Geophysiker auf der Wilkes-Station im Jahr 1965.